# Ferjani Sassi
Ferjani Sassi (Aryanah, 18 de marzo de 1992) es un futbolista tunecino que juega en la demarcación de centrocampista para el Al-Gharafa S. C. de la Liga de fútbol de Catar.

## Selección nacional
Hizo su debut con la selección de fútbol de Túnez el 8 de junio de 2013 en un encuentro contra Sierra Leona que finalizó con empate a dos tras los goles de Kei Kamara y Alhassan Kamara para Sierra Leona, y de Fakheredine Ben Youssef y Oussama Darragi para Túnez. Además disputó la Copa Africana de Naciones 2015 y la Copa Africana de Naciones 2017.
Fue uno de los volantes titulares de Túnez en la Copa Mundial de Fútbol de 2018, disputando los tres partidos de su selección, y marcando un gol de penal frente a Inglaterra.

### Goles internacionales
| # | Fecha                   | Estadio                                    | Oponente   | Gol | Resultado | Competición                                             |
| - | ----------------------- | ------------------------------------------ | ---------- | --- | --------- | ------------------------------------------------------- |
| 1 | 15 de octubre de 2014   | Stade Mustapha Ben Jannet, Monastir, Túnez | Senegal    | 1–0 | 1–0       | Clasificación para la Copa Africana de Naciones de 2015 |
| 2 | 12 de junio de 2015     | Estadio Olímpico de Radès, Radès, Túnez    | Yibuti     | 4–0 | 8-1       | Clasificación para la Copa Africana de Naciones de 2017 |
| 3 | 1 de junio de 2018      | Stade de Genève, Ginebra, Suiza            | Turquía    | 2-1 | 2-2       | Amistoso                                                |
| 4 | 18 de junio de 2018     | Volgogrado Arena, Volgogrado, Rusia        | Inglaterra | 1–1 | 1-2       | Copa Mundial de Fútbol de 2018                          |
| 5 | 11 de julio de 2019     | Estadio Al-Salam, El Cairo, Egipto         | Madagascar | 0-1 | 0-3       | Copa Africana de Naciones 2019                          |
| 6 | 14 de junio de 2022     | Estadio Panasonic Suita, Suita, Japón      | Japón      | 0-2 | 0-3       | Copa Kirin 2022                                         |
| 7 | 5 de septiembre de 2024 | Estadio Olímpico de Radès, Radès, Túnez    | Madagascar | 1-0 | 1-0       | Clasificación para la Copa Africana de Naciones de 2025 |

## Clubes
| Club             | País           | Año       | Partidos | Goles |
| ---------------- | -------------- | --------- | -------- | ----- |
| CS Sfaxien       | Túnez          | 2010-2014 | 99       | 12    |
| F. C. Metz       | Francia        | 2015-2016 | 40       | 1     |
| ES Tunis         | Túnez          | 2016-2017 | 53       | 9     |
| Al-Nassr F. C.   | Arabia Saudita | 2018      | 9        | 0     |
| Zamalek S. C.    | Egipto         | 2018-2021 | 107      | 16    |
| Al-Duhail S. C.  | Catar          | 2021-2023 | 50       | 10    |
| Al-Gharafa S. C. | Catar          | 2023-     | 63       | 16    |

## Palmarés

### Campeonatos nacionales
| Título                               | Club             | País   | Año  |
| ------------------------------------ | ---------------- | ------ | ---- |
| Championnat de Ligue Profesionelle 1 | CS Sfaxien       | Túnez  | 2013 |
| Copa de Túnez                        | ES Tunis         | Túnez  | 2016 |
| Championnat de Ligue Profesionelle 1 | ES Tunis         | Túnez  | 2017 |
| Copa de Egipto                       | Zamalek S. C.    | Egipto | 2019 |
| Supercopa de Egipto                  | Zamalek S. C.    | Egipto | 2020 |
| Copa del Emir de Catar               | Al-Duhail S. C.  | Catar  | 2022 |
| Copa de las Estrellas de Catar       | Al-Duhail S. C.  | Catar  | 2023 |
| Copa Príncipe de la Corona de Catar  | Al-Duhail S. C.  | Catar  | 2023 |
| Liga de fútbol de Catar              | Al-Duhail S. C.  | Catar  | 2023 |
| Copa del Emir de Catar               | Al-Gharafa S. C. | Catar  | 2025 |

### Campeonatos internacionales
| Título                       | Club          | País   | Año  |
| ---------------------------- | ------------- | ------ | ---- |
| Copa Confederación de la CAF | CS Sfaxien    | Túnez  | 2013 |
| Campeonato de Clubes Árabes  | ES Tunis      | Túnez  | 2017 |
| Copa Confederación de la CAF | Zamalek S. C. | Egipto | 2019 |
| Supercopa de la CAF          | Zamalek S. C. | Egipto | 2020 |